# 沃卡河一级水电站
沃卡河一级水电站位于西藏自治区山南地区桑日县境内，是中国政府确定的“八五”期间“62项援藏工程”之一，工程总投资86, 110万元，总装机容量2万千瓦，年发电量将达到1.2亿千瓦时。以水力发电为主，兼具小规模灌溉功能。可解决羊湖抽水蓄能电站的一级抽水和缓解山南地区缺电局面。
武警水电三总队十四支队承建。1996年4月开工。至1999年11月，四台机组先后成功发电。